# コーシーの定理 (群論)
群論において、コーシーの定理（コーシーのていり; 英: Cauchy's theorem）とは次のような定理である。
コーシーの定理 ― 有限群 G の位数 |G| が素数 p の倍数であれば、G は位数 p の元を含む。

## 概論
ラグランジュの定理によれば、部分群 H の位数 |H| は必ず元の群 G の位数 |G| を割り切る。
{\displaystyle |H|\,{\big |}\,|G|}.
すると、素数位数の群は自明な部分群 {e}, G 以外の部分群を持たないことになるが、群の基本的性質から、これは素数位数の群が必ず単独の生成元 g で生成される巡回群 ⟨g⟩ であることを意味する。
このことから、群の位数の素因数分解と、部分群に素数位数の巡回群が存在することの関連が容易に予想されるが、これを1845年に示したのがコーシーの定理である。
コーシーの定理が最初に示されてから27年後の1872年に、これを素数 p の冪（） pn に拡張したシローの定理が証明された。

## 証明
証明 (McKay 1959): 群 G の位数は素数 p で割り切れるとする。集合 S を次で定める。
{\displaystyle S:=\{\,(x_{1},...,x_{p})\in G^{p}\mid x_{1}...x_{p}=e\,\}.}
このとき、(x1, ..., xp) が S に属すならば、(x2, x3, ..., xp, x1), (xp, x1, x2, ..., xp − 1) も S に属す。写像 f: S → S を、{\displaystyle f(x_{1},...,x_{p})=(x_{2},x_{3},...,x_{p},x_{1})} で定める。f は全単射となる。よって、f は対称群 Sym(S) の元であり、互いに素な巡回置換の積で表すことができる。p 個の f を合成してできる写像 fp は恒等写像であり、Sym(S) の単位元であるので、f の表現における各巡回置換の長さは 1 あるいは p である。さらに、f の表現における長さ 1 の巡回置換の個数を s、長さ p の巡回置換の個数をtとすると、{\displaystyle |S|=s+pt} である。なお、s は f の不動点の個数でもある。{\displaystyle |S|=|G|^{p-1}}であるから、|S| は p で割り切れる。ゆえに、s も p で割り切れる。そして、(e, ..., e) は S に属し、{\displaystyle f(e,...,e)=(e,...,e)} なので、s > 0 であり、p | s より s ≥ p である。ゆえに f は (e, ..., e) 以外にも不動点を持つ。f 
の定義より f の不動点は {\displaystyle (a,...,a)(a\in G)} という形で表せる。f の (e, ..., e) 以外の不動点の1つ (x, ..., x) をとる。x ≠ e であり、S の定義より xp = e となる。Q.E.D.